# Las aventuras de Miguelín Quijano
Las aventuras de Miguelín Quijano es una novela corta del escritor boliviano Gastón Suárez (nacido en la ciudad de Tupiza, Sud Chichas) publicada en 1979, declarado Año Internacional del Niño. 

## Reseña
En ella, Suárez se vale de alusiones respecto a los personajes quijotescos para lograr una bella parábola que incita la imaginación creadora y el interés de los niños por el libro inmortal de Cervantes Saavedra.
Según el escritor Julio de la Vega, quien prologa el libro de Suárez, la novela ofrece «unas aventuras doblemente parabólicas: por el hecho de la ficción creadora que le da origen y porque ella parece nutrirse, a su vez, de otra ficción, aquella vida de quien fuera ilustre caballero andante, apellidado Quijano, puesto en marcha por todos los caminos y para todas las épocas de la humanidad por el genio de Cervantes Saavedra…»
«… el juego metafórico es tal, que el creador (Alonso Saavedra) es también creado (Alonso Quijano redivivo) y Miguelín Quijano (Cervantes pequeño, pero Miguelín de Miguel) es también Cervantes, o sea autor de su autor y así, poseyendo cada uno parte del otro, tienen los dos la suma que ha logrado tan bien quien los hace correr a los dos en Las aventuras de Miguelín Quijano, estableciendo algo que nunca se había conseguido antes en esta literatura especializada para la juventud, enseñarle a ella el camino, la verdad y la vida de la creación literaria, sin necesidad de preceptivas ni otras reglas rígidas, solo haciéndole suponer, por ejemplo, que así pudo ser, tal vez, Quijano de niño, o así pudo ser Cervantes de grande, antes de que sea el Quijote siendo él mismo el Quijote».
«Miguelín es un pequeño Quijote, un caballerito andante, de overol y camisa abierta, que no sale a correr el mundo de aventuras, sino que vive en ese mundo. Las aventuras están al alcance de su diminuta pero enérgica voluntad, y él las toma con entera libertad de procederes… Una obra tiernamente concebida y delicadamente realizada. Algo de lo mejor que hay en narrativa para niños».